# Les Films Albatros
Les Films Albatros, Production Albatros, Société des Film Albatros oder schlicht Albatros war der Name einer französischen Stummfilm-Produktionsgesellschaft. Sie wurde 1922 von den beiden Exilanten aus dem Russischen Reich, Alexander Kamenka (1888–1969) und Joseph N. Ermolieff gegründet und bestand bis zum Ausbruch des Zweiten Weltkriegs.
Ermolieff emigrierte nach der Oktoberrevolution mit praktisch seiner gesamten Belegschaft nach Frankreich, wo er ab 1919 in Montreuil die exilrussische Filmszene um sich scharen konnte und zunächst unter seinem Namen Filme produzierte. Sein Stellvertreter und Mitgründer von Albatros, Kamenka, übernahm 1922 die Geschäftsleitung der neuen Gesellschaft, während Ermolieff in Deutschland ein anderes Studio aufbaute. Es gibt mehrere Theorien zur Namenswahl der Firma, etwa die eines Flüchtlingsbootes namens Albatros oder der Albatros als Symbol der Weißen Armee. Das Motto der Firma lautete „Debout dans la tempête“, deutsch etwa: aufrecht im Sturm.
Mit der Gründungszeit von Albatros verbundene Namen sind die der Produzenten Noé Bloch und Maurice Hache, der Regisseure Victor Tourjansky und Alexander Wolkow, des Filmarchitekten Ivan Lochakoff, des Kostümbildners Boris Bilinski, und die der Schauspieler Iwan Mosschuchin, Nathalie Lissenko, Nikolai Kolin und Nicolas Rimsky. In dieser Anfangszeit adressierten die produzierten Filme vor allem russische Themen, doch Kamenka erkannte die Notwendigkeit, sich in der französischen Filmgemeinde zu integrieren und verstärkt französische Bezugspunkte und französische Geld- und Auftraggeber zu finden.
1924 verließen mehrere russische Kollegen die Filmgesellschaft, während sich französischsprachige Mitarbeiter ihr anschlossen, darunter der Drehbuchautor Charles Spaak. Auch die Zusammenarbeit mit eingesessenen Regisseuren nahm zu, etwa Jacques Feyder, Marcel L’Herbier und Jean Epstein. Nach Urteil Spaaks war Kamenka der erfolgreichste französische Filmproduzent der 1920er. Mehrere Filme von Albatros konnten international verliehen werden, sogar nach Russland, wo die Produktionsgesellschaft wenig geschätzt wurde. Ab 1927 gelangen Koproduktionen mit anderen europäischen Filmgesellschaften, nachdem die französische Filmwirtschaft in eine Krise geriet. Das Aufkommen des Tonfilms bereitete Albatros ebenfalls Probleme, da neben dem Starschauspieler Mosschuchin auch die Mehrzahl der restlichen Schauspieler Französisch nur mit Akzent sprach.
Mit Beginn der 1930er ging die Filmproduktion von Albatros zurück. Mit dem Regisseur Jean Renoir und dessen Produktion Nachtasyl erlebte sie aber 1936 eine erneute kurze Glanzzeit. Albatros war zu diesem Zeitpunkt die älteste Filmproduktionsgesellschaft Frankreichs.

## Produktionen
| - 1922: Nuit de carnaval (Regie: Victor Tourjansky) - 1922: Le Brasier ardent (Regie: Iwan Mosschuchin) - 1923: Calvaire d'amour (Regie: Victor Tourjansky) - 1923: Le Chant de l'amour triomphant (Regie: Victor Tourjansky) (deutsch: Die Liebe triumphiert) - 1923: La Maison du mystère (Regie: Alexander Wolkow) (deutsch: Das geheimnisvolle Haus) - 1924: Ce cochon de Morin (Regie: Victor Tourjansky) - 1924: Le Chiffonnier de Paris (Regie: Serge Nadejdine) - 1924: La Cible (Regie: Serge Nadejdine) - 1924: La Dame masquée (Regie: Victor Tourjansky) (deutsch: Karnevalsrausch) - 1924: L'Heureuse Mort (Regie: Serge Nadejdine) - 1924: Kean (Regie: Alexander Wolkow) (deutsch: Verlöschende Fackel) - 1924: Le Lion des Mogols (Regie: Jean Epstein) - 1924: Les Ombres qui passent (Regie: Alexander Wolkow) (deutsch: Grimassen der Großstadt) - 1925: Les Aventures de Robert Macaire (Regie: Jean Epstein) - 1925: Le Double Amour (Regie: Jean Epstein) - 1925: Le Nègre blanc (Regie: Serge Nadejdine, Nicolas Rimsky und Henry Wullschleger) - 1925: Paris en cinq jours (Regie: Nicolas Rimsky und Pierre Colombier) - 1926: Carmen (Regie: Jacques Feyder) - 1926: Feu Mathias Pascal (deutsch: Mattia Pascal/Die zwei Leben des Mathias Pascal) - 1926: Gribiche (deutsch: Heimweh nach der Gasse) - 1926: Jim la houlette, roi des voleurs (Regie: Pierre Colombier, Roger Lion und Nicolas Rimsky) - 1927: Le Chasseur de chez Maxim's (Regie: Roger Lion und Nicolas Rimsky) (deutsch: Und abends – ins Maxim) - 1927: Nocturne (Regie: Marcel Silver) (Kurzfilm) | - 1927: La Proie du vent (Regie: René Clair) - 1928: La condesa María (Regie: Benito Perojo) - 1928: Les Deux Timides (deutsch: Die beiden Schüchternen) - 1928: La Tour (Regie: René Clair) (Kurzfilm) - 1928: Un chapeau de paille d'Italie (deutsch: Der Florentiner Hut) - 1929: Cagliostro – Liebe und Leben eines großen Abenteurers - 1929: Harmonies de Paris (Regie: Lucie Derain) (Kurzfilm) - 1929: Les Nouveaux Messieurs (deutsch: Die neuen Herren) - 1929: Souris d'hôtel (Regie: Adelqui Migliar) (Kurzfilm) - 1930: Le Procureur Hallers (Regie: Robert Wiene) - 1931: Le Monsieur de minuit (Regie: Harry Lachman) - 1932: Il a été perdu une mariée (Regie: Léo Joannon) - 1932: Un coup de téléphone (Regie: Georges Lacombe) - 1933: La Femme invisible (Regie: Georges Lacombe) - 1934: Le Bossu ou le petit parisien (Regie: René Sti) - 1934: La Porteuse de pain (Regie: René Sti) - 1936: Les Bas-fonds (deutsch: Nachtasyl) - 1937: Le Messager (Regie: Raymond Rouleau) - 1938: Grisou (Regie: Maurice de Canonge) - 1939: La vie est magnifique (Regie: Maurice Cloche) |